# Todo es posible en Granada
Todo es posible en Granada és una pel·lícula còmica espanyola de 1954 dirigida per José Luis Sáenz de Heredia i protagonitzada per Merle Oberon, Francisco Rabal i Rafael Bardem. Va ser seleccionada en la secció oficial del 7è Festival Internacional de Cinema de Canes. En 1982 es va realitzar segona versió sota el mateix títol protagonitzada per Manolo Escobar i Tessa Hood.

## Sinopsi
Margaret és una dona nord-americana arriba a Granada per comprar unes terres que contenen urani. Tanmateix, Fernando, el propietari de les terres, es nega a vendre-les perquès està convençut que hi és enterrat un fabulós tresor musulmà del darrer rei de Granada. Margaret s'acabarà enamorant d'ell.

## Repartiment
- Merle Oberon com Margaret Faulson
- Francisco Rabal com Fernando Ortega
- Peter Damon com Robbie
- Rafael Bardem com Mr. Taylor
- Félix Dafauce com Mr. Olivier
- Gustavo Re com Quincaller
- José Isbert com Joaquín
- Antonio Riquelme com Pare del netejasabates
- José G. Rey com Mr. Cummings
- Antonio Fernández com Sereno
- Luis Pérez de León com Antiquari
- Joaquín Roa com Llaurador 1r
- José Alburquerque com Corregidor
- Arturo Marín como El Jerezano
- Casimiro Hurtado como Llaurador 2n
- Félix Briones
- Pedro Giménez 'El Pili' com El Petaca
- Josefina Fortea com Peggy
- Maruja Coral com Dona
- Antonio, el ballarí com Netejasabates
- Rosita Segovia com Primera Ballarina

## Premis
La pel·lícula va aconseguir un premi econòmic de 300.000 ptes, als premis del Sindicat Nacional de l'Espectacle de 1954.